# Limnophora melanota
Limnophora melanota är en tvåvingeart som beskrevs av Fritz Isidore van Emden 1951. Limnophora melanota ingår i släktet Limnophora och familjen husflugor. Artens utbredningsområde är Uganda, Etiopien, Kenya och Kongo-Kinshasa. Inga underarter finns listade i Catalogue of Life.